# 気分
気分（きぶん、独: Stimmung、英: mood）は、一般に快や不快などの色彩を帯び、ある程度の期間持続する心身の状態を指す。

## 精神医学における「気分」
精神医学において気分とは、身体・生理的な内部条件や環境に左右される、比較的弱い持続的な感情状態を指す。気分と関連する重要な精神医学概念として「気分障害」がある。気分障害はうつ病、双極症、気分変調症などの、気分や感情の持続的な変化を特徴とする精神障害の総称である。一過性の単なる落ち込みや憂鬱な気分は、精神医学において気分の異常とは判断しない。

## 哲学における「気分」
気分概念は実存主義哲学において重要な概念となっており、この場合、もはや単なる我々の知覚や行為に付随する心理的現象を意味するものではない。ハイデッガーの場合、気分は、決して目立たない仕方で我々自身の存在を規定するものであり、了解とともに現存在の開示性を構成する本質的契機として位置づけられている。
たとえば、人間存在はその無根拠性ゆえに未来に不安を抱くが、この不安こそが、現存在を世界内存在へと孤独化させその自由存在へ直面させる根本的気分であるとされる。この気分は、自発的に惹き起こされるものでも外部の刺激に自動的に反応するのでもなく、世界内存在という在り方として世界内存在自身から立ち上がってくる。そうして、私たちが世界の内で何ものかに出会い、それに注意することに先行して、そうした個々の出会いの場である世界全体を開示するのである。
こうした事態について、ハイデッガーの「聴くこと」についての説明がわかりやすい。すなわち、「我々が聴くときというとき、耳が受け取ったものに何かを付け加えるのではなく、耳が何を聴き分け、いかに聴き分けるかということも、我々が聴くものによって既に調子を合わせられ（〈気分づけられ〉）、決定されている」のである(『存在と時間』87頁)。

## 動物の気分
鳥類では互いに鳴き交わしながら集団で行動する例があるが、その際の行動の統一の確保を、コンラート・ローレンツは「気分」という言葉で説明している。例えば、ガンが集団で飛び、湖に降り、そこで餌をあさるが、満腹すると飛びさる。その際、湖に降りたときの鳴き声と飛び立つときの鳴き声は異なっている。これは空腹で餌をあさる気分の声と、満腹で移動したい気分の声であるという。それぞれの声はその気分を伝染させる効果もあるらしい。
湖に降りたときは全個体が空腹の気分の発声をする。次第に餌を食べると、満腹した個体から満腹の気分の発声を始める。それがある程度以上の個体から発声されるようになると、全個体がその声を出し始め、それによって飛び立つことになる。